# The Gold Diggers (1923)
The Gold Diggers é um filme mudo estadunidense de 1923, do gênero comédia romântica, dirigido por Harry Beaumont, estrelado por Hope Hampton, e coestrelado por Wyndham Standing e Louise Fazenda. O roteiro de Grant Carpenter foi baseado na peça teatral homônima de 1919–20, de Avery Hopwood.
A peça teatral que baseou o roteiro do filme foi exibida entre 1919 e 1920, na Broadway, em Nova Iorque, com 282 apresentações. A versão teatral foi produzida por David Belasco, que também produziu o filme.
A história foi adaptada novamente como um filme em 1929, dessa vez como o longa-metragem sonoro "Gold Diggers of Broadway". A produção foi seguida por: "Gold Diggers of 1933" (1933), "Gold Diggers of 1935" (1935), "Gold Diggers of 1937" (1936) e "Gold Diggers in Paris" (1938) – que tiveram números musicais criados por Busby Berkeley.

## Sinopse
Wally Saunders (Johnny Harron) quer se casar com a corista Violet Dayne (Ann Cornwall), mas seu tio, Stephen Lee (Wyndham Standing) acredita que todos as coristas são interesseiras, visando procurar um bom moço para namorar e assim pegar seu dinheiro, e se recusa a dar sua aprovação ao relacionamento. A amiga de Violet, Jerry La Mar (Hope Hampton) não é interesseira, mas concorda em partir para cima de Lee desesperadamente, assim Violet parecerá mais fina, gentil e menos interesseira em comparação a ela.

## Elenco
- Hope Hampton como Jerry La Mar
- Wyndham Standing como Stephen Lee
- Louise Fazenda como Mabel Munroe
- Ann Cornwall como Violet Dayne
- Gertrude Short como Topsy St. John
- Alec B. Francis como James Blake
- Jed Prouty como Barney Barnett
- Arita Gillman como Eleanor Montgomery
- Peggy Browne como Trixie Andres
- Margaret Seddon como Sra. La Mar
- Johnny Harron como Wally Saunders
- Louise Beaudet como Cissie Gray
- Edna Tichenor como Dolly Baxter
- Frances Ross como Gypsy Montrose
- Marie Prade como Sadie

## Recepção

### Bilheteria
De acordo com os registros da Warner Bros., o filme arrecadou US$ 470.000 nacionalmente e US$ 31.000 no exterior, totalizando US$ 501.000 mundialmente.

## Preservação
Sem nenhuma cópia localizada nos arquivos, "The Gold Diggers" foi por décadas considerado um filme perdido. Em maio de 2021, um colecionador encontrou uma impressão belga incompleta de nitrato de 35 mm na Inglaterra, que foi publicado no YouTube. A filmagem sobrevivente inclui os rolos 1, 4, 5 e 6, embora alguns dos rolos existentes tenham pedaços iniciais e finais faltando. Em junho de 2021, o mesmo colecionador publicou, também no YouTube, uma versão digitalizada dos primeiros cinco minutos do filme, com planos de digitalizar o restante da produção.